# Eric Hänni
Eric Hänni   (Delémont, 19 de desembre de 1938 - 25 de desembre de 2024) va ser un judoka suís que va competir entre 1959 i 1974.
El 1964 va prendre part en els Jocs Olímpics d'Estiu de Tòquio, on guanyà la medalla de plata en la competició del pes lleuger del programa de judo. En el seu palmarès també destaquen una medalla de bronze al Campionat d'Europa de judo de 1964, set campionats nacionals i va disputar 12 campionats d'Europa i tres del món. A més de competir en judo també va actuar com a àrbitre, a nivell nacional (des del 1965), europeu (des del 1974) i mundial (des del 1985). El 1966 va començar a exercir d'entrenador.